# Harry Piel
Harry Piel (Düsseldorf, 12 de julho de 1892 – Munique, 27 de março de 1963) foi um prolífico ator alemão, diretor de cinema, roteirista e produtor, que atuou em mais de 150 filmes. Foi casado com a atriz Dary Holm.
Piel estrelou ao lado de Holm em vários filmes mudos, tais como Jonny stiehlt Europa (1932).
Morreu em Munique, Alemanha, em 1963.

## Filmografia selecionada
- Dämone der Tiefe (1912)
- Der Börsenkönig (1912)
- Nachtschatten (1913)
- Der schwarze Pierrot (1913)
- Die grosse Nummer (1942)
- Mann im Sattel (1945)
- Der Tiger Akbar (1951)
- Gesprengte Gitter (Elephant Fury) (1953)
- Affenliebe (1955)
- Wenn Tiere erwachen (1955)
- Wenn Tiere betteln (1955)